# Золінгенський тролейбус
51°10′00″ пн. ш. 7°05′00″ сх. д. / 51.166666666667° пн. ш. 7.0833333333333° сх. д.
Золінгенський тролейбус (нім. Oberleitungsbussystem Solingen) — тролейбусна мережа, що обслуговує місто Золінген, федеральна земля Північний Рейн-Вестфалія, Німеччина.
Відкрито 19 червня 1952 року, це найбільша з трьох тролейбусних мереж, що залишилися у Німеччині на 2020. Центром мережі є Граф-Вільгельм-плац (нім. Graf-Wilhelm-Platz), одна з її ліній прокладена до сусіднього муніципалітету Вупперталь.

## Історія
Першу тролейбусну лінію введено в експлуатацію 19 червня 1952 року. Мережа споруджено задля заміни трамвайної мережі. Переобладнання з трамвайної мережі було завершено 2 грудня 1959 р. Подальше розширення відбулося 1981–82: Шлагбаум — Гассельштрассе (нім. Schlagbaum — Hasselstraße, 2,6 км) та Гешайд — Броккенберг (нім. Höhscheid — Brockenberg, 0,8 км), а в 1993: Ауфдерєє — Мангенберг/Граф-Вильгем-Плац  (нім. Aufderhöhe — Mangenberg/Graf-Wilhem-Platz, 8.2 км).
У середині 1990-х років обговорювалися плани щодо заміни тролейбусів на дизельні автобуси, але пропозицію відхилили — тролейбуси мають перевагу перед дизельними транспортними засобами через кращу придатність для горбистої місцевості.

## Мережа
Станом на 2007 рік діють 6 ліній. Інтервал руху старими лініями (681–684) — щодесять хвилин, а новими лініями (685–686, відкриті 22 серпня 1993) — щопівгодини, хоча вони дублюються між собою протягом більшої частини свого маршруту. Маршрути 681 і 682 мають пересадку на головній залізничній станції міста — Золінген-Головний, яка знаходиться у західному передмісті. Лінія 683 - має довжину 14,5 км, на сьогодення найдовшою у мережі - також має пересадку на Вуппертальську підвісну дорогу — Вупперталь-Фовінкель, що є північним кінцем маршруту та західною кінцевою станцією підвісної дороги. Південним краєм маршруту 683 є місто Бург-ан-дер-Вуппер, в якому знаходиться замок Бург (замок Бург). У Бурзі також знаходиться єдиний у світі тролейбусний поворотний круг через брак місця для забезпечення повного поворотного кола. Це виключає використання зчленованих транспортних засобів, як на решті мережі. До листопада 2009 року цей поворотний круг регулярно використовувався для лінії 683. З листопада 2009 року лінія 683 була продовжена до станції Бургер (нім. Burger Bahnhof). На новій дільниці тролейбуси з автономним ходом використовують свій дизельний двигун замість електрики, оскільки тут не побудовано контактна мережа.

## Рухомий склад
Станом на початок 2023 року в тролейбусному парку Золінгена є 55 пасажирських тролейбусів моделей Van Hool AG 300T, Hess SwissTrolley 3, Solaris Trollino 12 і Solaris Trollino 18. 
У таблиці вказано загальну кількість тролейбусів. 
Напівжирним шрифтом виділено моделі зчленованих тролейбусів.
| Модель                | Роки експлуатації | Усього машин |
| --------------------- | ----------------- | ------------ |
| ÜHIIIs                | 1952—1974         | 67           |
| HS 160 OSL            | 1960—1971         | 6            |
| HS 160 OSL-G          | 1960—1971         | 6            |
| TS 1                  | 1968—1984         | 14           |
| TS 2                  | 1970—1984         | 31           |
| TS 3                  | 1972—1988         | 35           |
| MAN SG 200 HO         | 1984—2003         | 22           |
| MAN SL 172 HO         | 1986—2009         | 46           |
| Berkhof Premier AT 18 | 2001—2023         | 15           |
| Van Hool AG 300 T     | 2002 — н. в.      | 20           |
| Hess Swisstrolley 3   | 2009 — н. в.      | 15           |
| Solaris Trollino 18   | 2018 — н. в.      | 12           |
| Solaris Trollino 12   | 2021 — н. в.      | 16           |